# Culex chitae
Culex chitae är en tvåvingeart som beskrevs av Duret 1967. Culex chitae ingår i släktet Culex och familjen stickmyggor.
Artens utbredningsområde är Colombia. Inga underarter finns listade i Catalogue of Life.